# General Post
General Post er en britisk stumfilm fra 1920 af Thomas Bentley.

## Medvirkende
- Douglas Munro som Albert Smith
- Lilian Braithwaite som Lady Broughton
- Joyce Dearsley som Betty Broughton
- Robert Henderson Bland som Edward Smith
- Dawson Millward som Denys Broughton
- Colstan Mansell som Alec Broughton
- Teddy Arundell som Jobson